# Gaio Plauzio Venoce Ipseo
Gaio Plauzio Venoce Ipseo (fl. IV secolo a.C.) è stato un politico e militare romano.

## Biografia
Nel 347 a.C. fu eletto console assieme a Tito Manlio Imperioso Torquato. Durante il consolato non si registrarono conflitti con altre città, mentre internamente si decise che i debiti sarebbero stati pagati, subito per un quarto, mentre il resto sarebbe stato pagato in rate triennali.
Nel 341 a.C. fu eletto console assieme a Lucio Emilio Mamercino Privernate. Mentre a Lucio Emilio fu affidata la campagna contro i Sanniti, a Gaio fu affidata quella contro i Privernati e i Volsci di Anzio.
Avuto facilmente ragione dei Privernati, cui a fine dello scontro furono tolti i due terzi delle terre, Gaio si rivolse contro i Volsci, che si erano accampati nei pressi di Satrico. Lo scontro, durissimo ed incerto, si interruppe al calare della sera, senza che sul campo fosse chiaro chi avesse vinto. Ma, verificate le perdite, i Volsci abbandonarono il campo nottetempo, lasciando liberi i romani di razziare le loro campagne.